# Nguyễn Thiệp
Nguyễn Thiệp là một nhà ngoại giao của Việt Nam, ông từng có thời gian làm Đại sứ tại một số nước Châu Âu như Áo, Bồ Đào Nha và Pháp. Năm 2023, ông được Chính phủ Pháp trao tặng Huân chương Bắc Đẩu Bội tinh.

## Tiểu sử
Nguyễn Thiệp là cháu 5 đời của một vị quan đại dưới triều vua Đồng Khánh và Thành Thái.

## Sự nghiệp
Ngày 14 tháng 2 năm 2011, Nguyễn Thiệp được bổ nhiệm làm Đại sứ Việt Nam tại Áo và Slovenia.
Năm 2018, Nguyễn Thiệp được bổ nhiệm làm Đại sứ Đặc mệnh toàn quyền của Việt Nam tại Pháp, kiêm nhiệm Monaco, Công quốc Andorra và Bồ Đào Nha.
Ngày 24 tháng 1 năm 2018, Nguyễn Thiệp trình Thư Ủy nhiệm lên lên Tổng thống Bồ Đào Nha, ông Marcelo Rebelo de Sousa. Ngày 29 tháng 5 năm 2018,  trình Thư Ủy nhiệm lên Hoàng thân Monaco Albert II. Ngày 31 tháng 8 năm 2018, trình Thư Ủy nhiệm lên Tổng thống Pháp, ông Emmanuel Macron.
Ngày 13 tháng 3 năm 2019, Nguyễn Thiệp tổ chức  khai trương Văn phòng lãnh sự danh dự Việt Nam tại thành phố Andorra la Vella, Công quốc Andorra.
Ngày 1 tháng 6 năm 2002, Nguyễn Thiệp và Ủy ban Nhà nước về người Việt Nam ở nước ngoài đã rằng lại Trung tâm Lưu trữ Quốc gia III bộ sách "Kỹ thuật của người An Nam" và một số tài liệu khác.

## Vinh danh
Ngày 12 tháng 4 năm 2021, Nguyễn Thiệp được ông Bertrand Lortholary, Tổng Vụ trưởng Vụ Á - Úc thuộc Bộ Ngoại giao Pháp, trao tặng Huân chương Bắc Đẩu Bội tinh.